# 陶瓷环

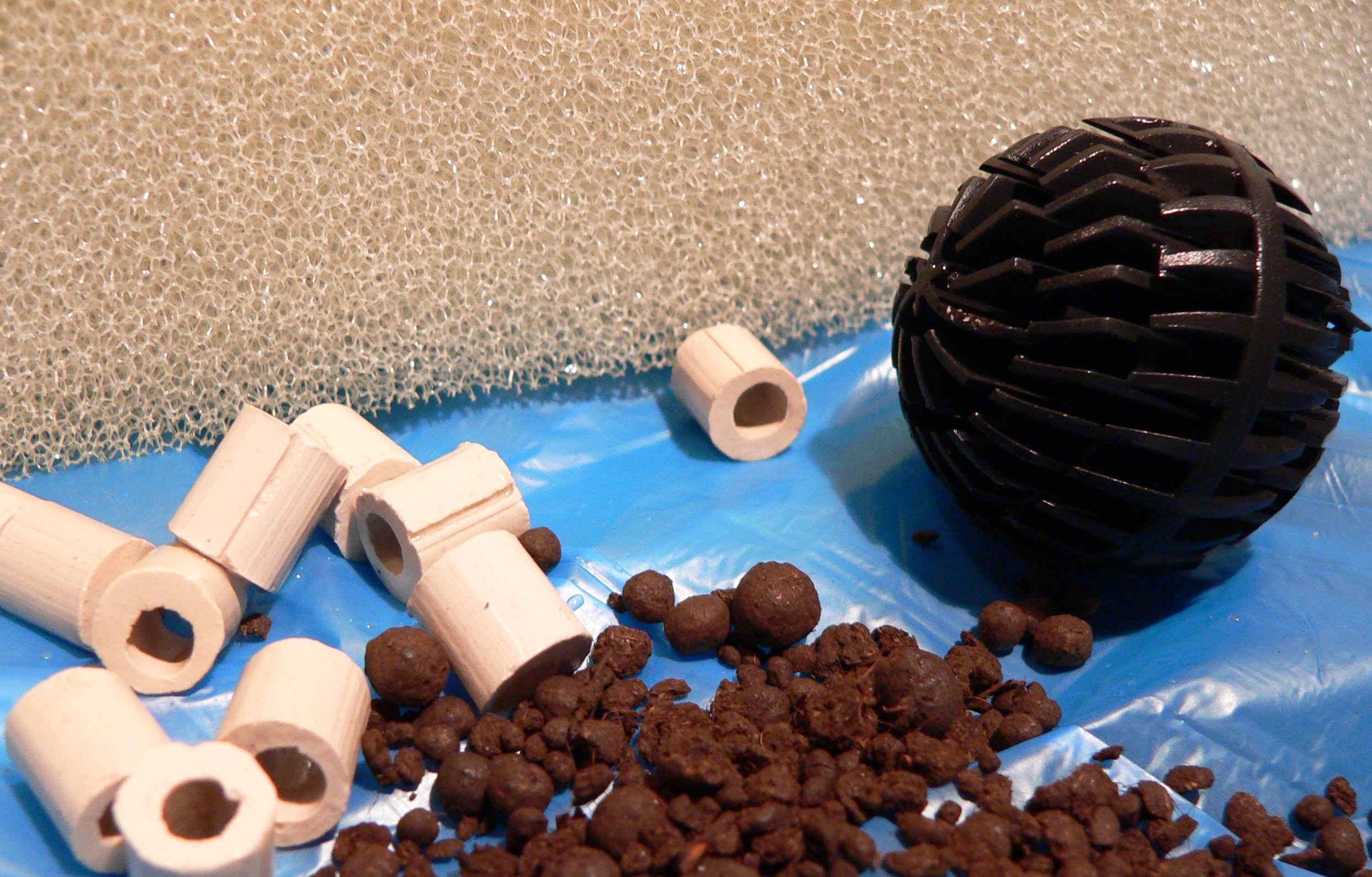
水族過濾用的陶瓷生物環（圖中左邊的白色短圓管）

陶瓷環，又稱生物環，為养鱼用品之一，放在过滤器裡，陶瓷中的細孔可以讓益菌滋生，达到净化水质的效果，和活性炭一起使用效果更佳。

## 作用
魚糞分解時會消耗氧氣，陶瓷環中培植的細菌可促進硝化作用，改善水质，穩定酸鹼度。